# Wikłacz rzeczny
Wikłacz rzeczny (Malimbus burnieri) – gatunek małego ptaka z rodziny wikłaczowatych (Ploceidae). Występuje endemicznie w Tanzanii. Narażony na wyginięcie.

## Taksonomia
Gatunek po raz pierwszy opisany w roku 1990 na łamach Bulletin of the British Ornithologists’ Club. Holotyp pochodził z małej miejscowości Ifakara w Tanzanii; był to samiec. Nazwa gatunkowa burnieri upamiętnia dr. Erica Burniera, który zajmował się ludźmi w miejscowości Ifakara oraz zwrócił uwagę na obecność wikłaczy rzecznych; jako pierwszy zaobserwował też kowalika algierskiego (Sitta ledanti).
Gatunek monotypowy. Często umieszczany w rodzaju Ploceus.

## Zasięg występowania
Zasiedla obszar 150 000 km² w centralnej Tanzanii, na południowy zachód i na wschód od miejscowości Ifakara. Środowisko życia stanowią rozległe bagna w okolicach rzek, na których obszarze rosną trzciny z rodzaju Phragmites, zazwyczaj w obszarach pozbawionych drzew. Przypuszczalnie ma to związek z konkurencją o miejsca lęgowe z wikłaczem żółtym (M. subaureus).

## Morfologia
Długość skrzydła wynosi 68 mm u samca i 62 mm u samicy, dzioba odpowiednio 17,2 mm i 15,1 mm, ogona 42–45 mm, zaś skoku 22,2 mm u samca i 19,6 u samicy. Długość ciała 13 cm, masa ciała samca 17–21 g, samicy 14–17 g. Występuje dymorfizm płciowy. Samiec posiada czarny dziób, brodę, gardło oraz obszar między okiem i dziobem. W miejscach, gdzie owa czarna plama łączy się z żółtą głową, piersią i brzuchem pióra czerwonawe. Wierzch ciała oliwkowożółty. Lotki szare, żółtooliwkowo obrzeżone, podobnie jak i sterówki. Nogi i stopy różowe. Samica posiada oliwkowożółtą głowę, z wierzchu bardziej żółtą, zaś po bokach płowożółtą. Pióra na wierzchu ciała w środku ciemne, jasnożółto obrzeżone. Kuper mniej wzorzysty niż wierzch ciała. Spód ciała jasnożółty. Tęczówki brązowe.

## Zachowanie
Obserwowano osobniki żerujące na trawach, w tym ich kwiatostanach. Zazwyczaj odzywa się w miejscu gniazdowania, jednak poza jego okolicami słyszany był odgłos ostrzegawczy tjaek. Pierzące się ptaki, dwie samice, zaobserwowano 27 lutego 1988 roku; pierzenie obejmowało sterówki, lotki II i III rzędu oraz pokrywy skrzydłowe. 

## Lęgi
Gniazdo, które odnaleziono, znajduje się w Muzeum Historii Naturalnej w Tring. Owalne, z bocznym wejściem, budulec stanowi trawa. Źdźbła budujące zewnętrzną część gniazda mają szerokość do 4 mm, natomiast wyściółkę stanowią liście o szerokości 8–12 mm. Gniazdo miało wymiary 110×85×70 mm, zawieszone było na gałązce o średnicy około 8 mm, która wbudowana była w tylną część gniazda. 
Na danym terytorium mieściło się 20–30 gniazd, rzadko znajdywano je same. Zniesienie wynosi 1–2 jaja. Spośród 3 zebranych jaj miały one wymiary 19,5–20,5 × 13–14,5 mm. 

## Status, zagrożenia
IUCN uznaje wikłacza rzecznego za gatunek narażony na wyginięcie (VU, Vulnerable) nieprzerwanie od 1994 roku; wcześniej, od 1988 roku miał on status najmniejszej troski (LC, Least Concern). Obecny status uzasadnia się małym zasięgiem występowania, na którym habitat narażony jest na niszczenie w wyniku wypasania zwierząt hodowlanych, zakładania upraw ryżu oraz używania pestycydów i nawozów sztucznych. Populacja szacowana jest na 2500–9999 dorosłych osobników; ma tendencję spadkową.